# Ara żółtoskrzydła
Ara żółtoskrzydła, ara czerwona (Ara macao) – gatunek dużego ptaka z rodziny papugowatych (Psittacidae). Występuje w południowo-wschodnim Meksyku, Ameryce Środkowej i Południowej – do Boliwii i środkowej Brazylii. Jednak w większości ptaki te przebywają na terenach lasów Amazonii. Liczebność na wolności spada, ale nie jest to gatunek zagrożony. Jedna z popularniejszych ar w hodowli.

## Systematyka
Po raz pierwszy zgodnie z zasadami nazewnictwa binominalnego gatunek ten opisał Karol Linneusz w wydanej w 1758 roku 10. edycji Systema Naturae. Autor nadał mu nazwę Psittacus Macao, a jako miejsce typowe wskazał Amerykę Południową. Swój opis oparł o kilka wcześniejszych opisów różnych autorów. Obecnie gatunek umieszczany jest w rodzaju Ara. Wyróżnia się dwa podgatunki A. macao: nominatywny oraz A. m. cyanopterus opisany w 1995 roku przez Davida A. Wiedenfelda.

## Zasięg występowania
Poszczególne podgatunki zamieszkują:
- A. m. cyanopterus Wiedenfeld, 1995 – południowo-wschodni Meksyk do Nikaragui
- A. m. macao (Linnaeus, 1758) – Kostaryka do Boliwii i środkowej Brazylii

## Morfologia
Wygląd zewnętrzny
Obie płci ubarwione jednakowo. Kolorowe upierzenie z przewagą barwy jaskrawoczerwonej; kuper i pokrywy nadogonowe jasnoniebieskie, duże pokrywy skrzydłowe żółte, wierzch lotek i końcówki sterówek ciemnoniebieskie, a spodnia część lotek jest ciemnoczerwona z metalicznym, złotym połyskiem. Warstwowy ogon (środkowe pióra są dłuższe od pozostałych). Mocny, zakrzywiony dziób, w górnej części szarawy, w dolnej – czarny. Oczy jasnożółte. Na części twarzowej, wokół oczu, skóra jest biaława i naga. Łapy o czterech palcach. Młode ptaki różnią się od dorosłych tylko ciemną barwą oczu.
Wymiary

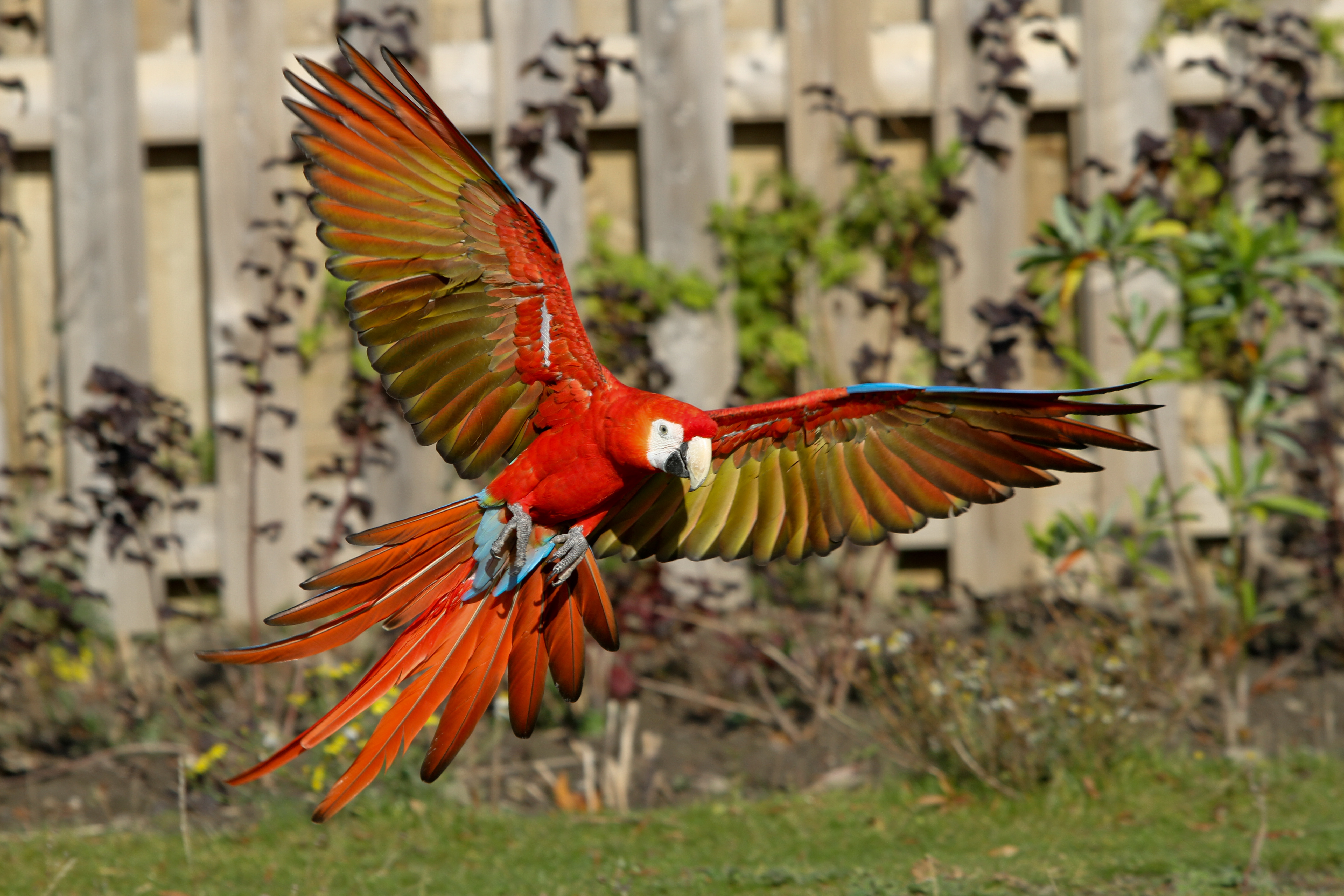
Ara żółtoskrzydła w locie

- długość ciała: 84–89 cm, w tym ogon ok. 50 cm[10]
- rozpiętość skrzydeł: około 1 m[11].

Masa ciała
Osiąga masę około 1–2 kg.
Głos
Jest bardzo głośny, kraczący skrzek oraz piski i warczenie.

## Zachowanie
Przebywa z reguły w parach, grupach rodzinnych lub niewielkich stadach do 20 ptaków. Ze zbiorowych noclegowisk rozlatują się o świcie na żerowiska, skąd wracają o zmroku, lecąc blisko siebie, w zwartej grupie.

## Długość życia
Dożywa maksymalnie ok. 80 lat, jednak przeważnie w środowisku naturalnym żyje w granicy 40–50 lat.

## Pożywienie
Główny składnik diety tej papugi stanowią owoce. Wybierają raczej niedojrzałe owoce, których ptaki z mniejszym dziobem nie dadzą rady zjeść. Potężny dziób pozwala także na rozłupywanie nawet najtwardszych orzechów.

## Lęgi

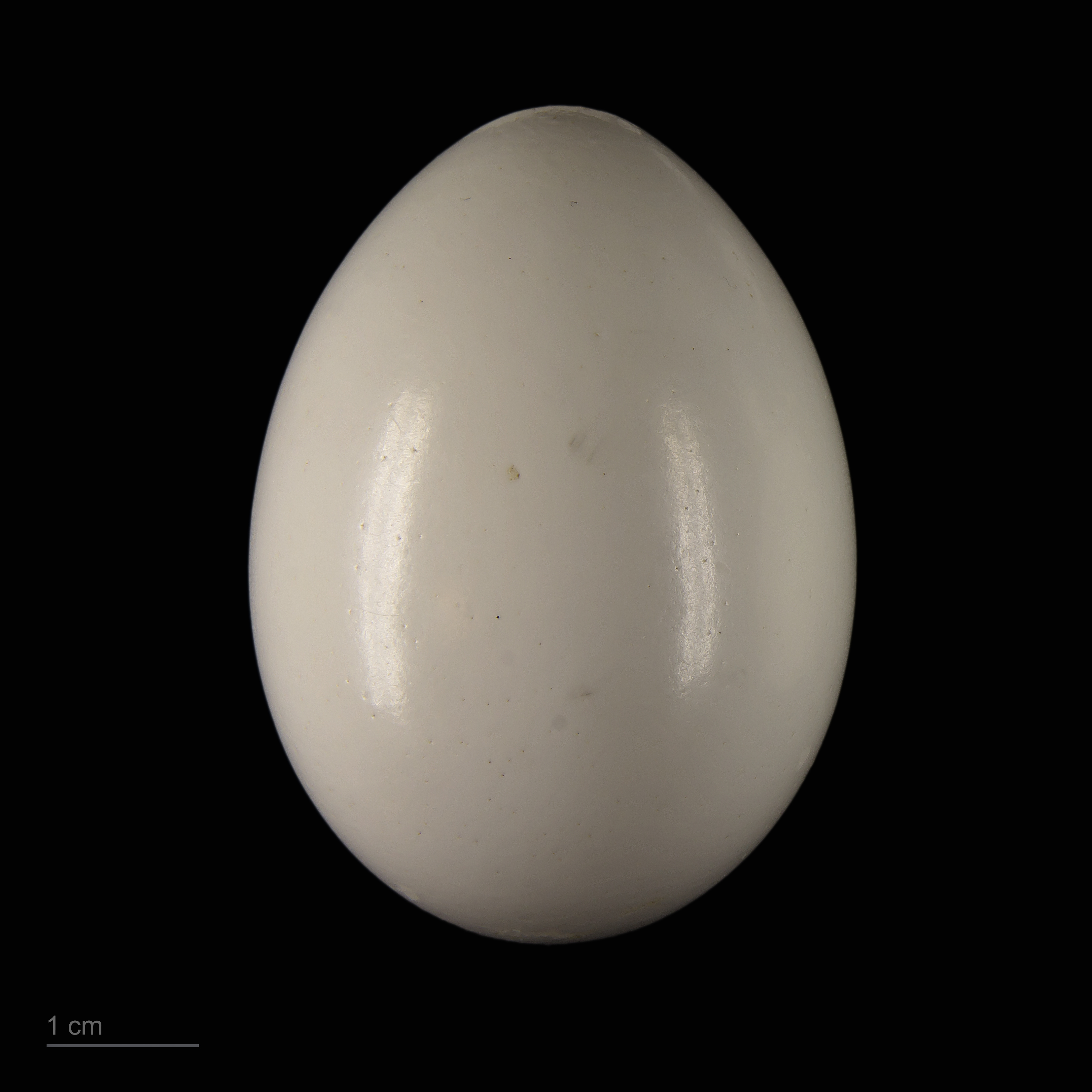
Jajo z kolekcji muzealnej

Gniazdo znajduje się w dziupli dużego drzewa. Samica składa 1–4 jaja. Wysiadywane przez 24–28 dni. Pisklęta uzyskują lotność po 14 tygodniach.

## Status i ochrona
Ara żółtoskrzydła to gatunek szerzej rozpowszechniony niż inne ary. Według IUCN ma status „najmniejszej troski” (LC – Least Concern). Jest jednak coraz bardziej zagrożony przez kurczenie się jego środowiska życia (wyrąb lasów tropikalnych) i chwytanie do niewoli. W 2008 roku organizacja Partners in Flight szacowała liczebność populacji na wolności na nie więcej niż 50 tysięcy osobników. Gatunek ten jest ujęty w I załączniku konwencji waszyngtońskiej (CITES).